# HMAS Supply (A195)

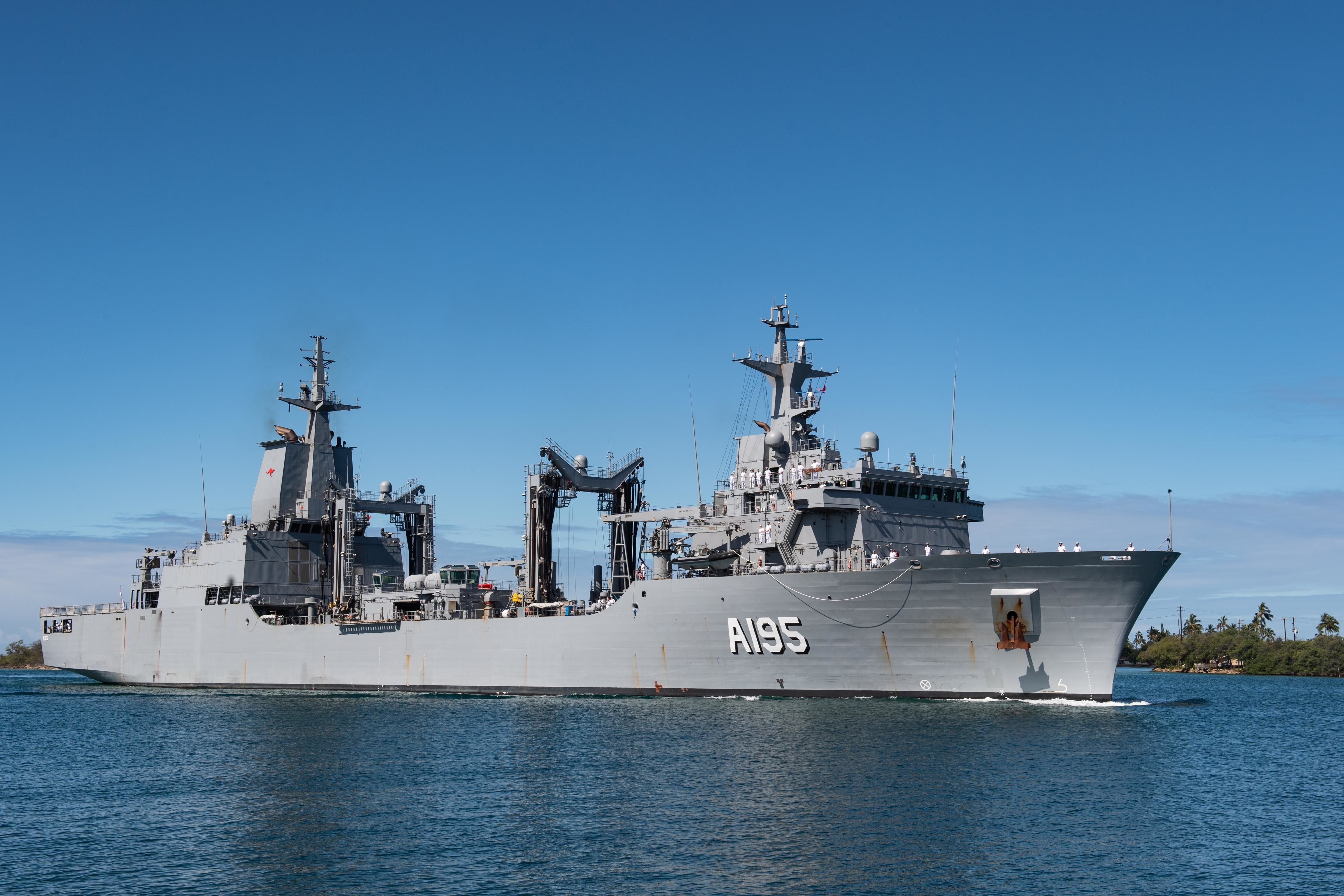
El HMAS Supply en 2022

El HMAS Supply (A195) es un buque de aprovisionamiento construido para la Royal Australian Navy (RAN). Es el buque líder de la clase Supply, cuyo diseño se basa en la clase Cantabria de la Armada Española.

## Construcción y servicio
Fue construido por Navantia en Ferrol (España). Fue botado su casco en 2018 y fue asignado en la RAN en abril de 2021. En su primer año de servicio, participó por primera vez en el ejercicio RIMPAC.